# Tetricus Ier
Pour les articles homonymes, voir Tetricus.
Tetricus Ier (Caius Pius Esuvius Tetricus) règne comme empereur des Gaules, probablement de 271 à 274, après le meurtre de Victorin à qui il succède. Il gouverne avec son fils Tetricus II. Il abdique face à Aurélien et est le dernier souverain de l'Empire des Gaules.

## Sources et datations
La vie de Tetricus est détaillée dans La vie des Trente tyrans de l'Histoire Auguste, qui le crédite d'un long règne après la mort de Victorin, tandis qu'Aurelius Victor ne lui accorde que deux ans de règne. Le chroniqueur Prosper Tiro donne dans son Epitoma Chronicon deux dates pour Tétricus : sa défaite contre Aurélien sous le consulat de Valerianus et Bassus (271 ou 271/272), sa figuration comme captif dans le triomphe d'Aurélien sous le consulat de Tacite et de Placidianus (273). Toutefois, comme le Chronicon contient des erreurs et que Tiro se trompe dans le nom des consuls, avec Valerianus au lieu d'Aurelianus, Lafaurie doute de ces indications datées. Se basant sur 271 pour l'année de mort de Victorin et sur un règne de Tetricus de deux ans, il retient comme dates pour Tetricus entre 271 et 273, puis dans une seconde étude intégrant les travaux numismatiques sur les monnaies gallo-romaines, entre 271 et 274. André Chastagnol situe son règne entre décembre 271 et février/mars 274, soit une durée de deux ans et environ quatre mois.
On dispose aussi d'éléments épigraphiques qui définissent l'extension géographique dominée par Tetricus : en 1978 on recensait 18 textes, presque tous sur des milliaires, portant le nom de Tetricus Auguste ou de Tetricus César ou Junior, son fils, découverts en Bretagne, en Gaule narbonnaise, en Gaule lyonnaise et en Gaule aquitaine.

## Biographie
À l'origine, Tetricus est un sénateur gouverneur d'Aquitaine, en poste à Bordeaux lorsque les soldats du Rhin le proclament après l'assassinat de Victorin et en son absence selon Eutrope. Il doit néanmoins faire face à plusieurs séditions militaires. Selon l'Histoire Auguste, son ascension au pouvoir aurait été facilitée par Victorine, la mère de son prédécesseur Victorinus et personnage dont l'existence historique est douteuse. Il tente de rétablir un gouvernement civil dans l'Empire des Gaules mais est « pris en otage » par ses généraux et est confronté à l'usurpation de Faustinus, un chef militaire, sur le Rhin.
Comme les précédents empereurs gaulois, il revêt le consulat, en concurrence avec les consuls officiels de Rome. D'après les indications de ses monnaies, il est consul trois fois, en 272, 273 et 274, avec comme collègue son fils Tetricus II pour le consulat de 274, et il fête le début de sa cinquième année de règne en 274.
Lorsque l'empereur Aurélien pénètre en Gaule, il capitule près de Duro Catalaunum (actuelle Châlons-en-Champagne) lors de la première bataille des champs Catalauniques en 274 qui oppose Aurélien aux légions du Rhin et de Bretagne rebelles. Selon Aurelius Victor et Eutrope, il aurait auparavant négocié sa capitulation dans une lettre secrète à Aurélien, où il aurait repris un vers de l'Énéide de Virgile, extrait du chant où Énée rencontre l'âme du pilote Palinure : « Arrache moi, ô, invincible, à mes tourments »,,.
Après la victoire sur les usurpateurs de l'Empire gaulois, Aurélien fait figurer Tetricus et son fils enchaînés à son triomphe. Toutefois, et malgré une version selon laquelle il aurait été exécuté, Tetricus reçoit le pardon d'Aurélien et, selon l'Histoire Auguste, est même nommé correcteur de Lucanie, ou de toute l'Italie (les correctures régionales, même temporaires, ne sont attestées avec certitude qu'à partir de Dioclétien, un anachronisme des auteurs sans doute dû à l'époque à laquelle ils écrivent). Cette fin fait de lui l'un des rares hommes ayant exercé le pouvoir au IIIe siècle sans périr de façon violente. Toujours selon l'Histoire Auguste, Aurélien aurait fait don aux Tetricus d'une très belle domus sur la colline du Caelius. Une mosaïque dans cette maison représenterait Aurélien recevant sceptre et couronne de l'empire des mains des Tetricus, et leur accordant en retour la dignité de sénateurs. Si Léon Homo semble croire à ce détail de l'Histoire Auguste, André Chastagnol lui dénie toute authenticité.

## Représentations artistiques antiques
Connu par quelques monnaies, il est possible que Tétricus Ier soit représenté en buste sur une œuvre majoritairement attribuée à Marc-Aurèle, le célèbre buste en or d'Avenches.